# ساعر 2
زوارق الصواريخ فئة ساعر 2 (بالعبرية: סער 2) أو فئة شاليخت (بالعبرية: שלכת، الخريف)، كانت عبارة عن فئة من زوارق الصواريخ التي بُنيت في شيربورغ بفرنسا في أحواض شركة الإنشاءات الميكانيكية النورمندية بناءً على تعديل البحرية الإسرائيلية لمركبات الهجوم السريعة من فئة جاغوار التابعة للبحرية الألمانية. ترقت ثلاثة من هذه الزوارق من فئة زوارق الدورية ساعر 1 في 1974.

## زوارق الفئة
تألفت هذه الفئة من ست زوارق: آي إن إس ميفتاخ، آي إن إس ميزانيك، آي إن إس ميسغاف، آي إن إس إيلات، آي إن إس حيفا، آي إن إس عكا.
| اسم الزورق              | الصورة | تاريخ الخدمة                                      | المصير                                                      | الحالة        |
| ----------------------- | ------ | ------------------------------------------------- | ----------------------------------------------------------- | ------------- |
| آي إن إس ميفتاخ الملاذ  |        | أُطلق في 11 أبريل 1967. كُلف في 1969.               | تقاعد في 1994، ومعروض حالياً في متحف البحرية والهجرة السرية. | خرج من الخدمة |
| آي إن إس ميزانيك القفزة |        | أُطلق في 4 يناير 1968. تحول إلى فئة ساعر 2 في 1973 | تقاعد في 1994، وأُغرق كموقع للغوص في يناير 1996.             | خرج من الخدمة |
| آي إن إس ميسغاف الحصن   |        | أُطلق في 6 نوفمبر 1967. كُلف في 25 ديسمبر 1967.     | تقاعد في 1994، وأُغرق كهدف بحري بالصواريخ.                   | خرج من الخدمة |
| آي إن إس إيلات          |        | أُطلق في 29 فبراير 1968.                           | تقاعد في 1994.                                              | خرج من الخدمة |
| آي إن إس حيفا           |        | أُطلق في 14 يونيو 1968. وكُلف في أكتوبر 1968.       | تقاعد في 1998 وأُغرق كموقع للغوص في 10 نوفمبر 1998.          | خرج من الخدمة |
| آي إن إس أكو عكا        |        | أُطلق في 27 أغسطس 1968                             | تقاعد في 1997 وأُغرق كهدف بحري بالصواريخ                     | خرج من الخدمة |

## كتب
- Rabinovich، Abraham (1988). The Boats of Cherbourg: The Secret Israeli Operation That Revolutionized Naval Warfare (ط. 1st). New York: Seaver Books. ISBN:978-0-8050-0680-3.